# Makan esmoh alwatan
Makan esmoh alwatan es una película del año 2006.

## Sinopsis
Cuatro jóvenes egipcios toman caminos diferentes para encontrar el lugar al que cada uno de ellos podría llamar patria u “hogar”. Por motivos económicos, religiosos o de formación, se enfrentan a dificultades que les empujan a buscar una salida a través de la emigración o a intentar convivir con los que les rodean.

## Premios
- Aljazeera Documentary FF 2006
- National Egyptian FF2006
- Rotterdam Arab FF 2006
- Ismailia FF 2006